# Aleja Róż w Krakowie
Aleja Róż – ulica w Krakowie, w dzielnicy XVIII Nowa Huta, w Nowej Hucie. Biegnie od Placu Centralnego na północ, do skrzyżowania z ul. Bulwarową.

## Nazwa alei
W nawiązaniu do nazwy, na całej długości aleja zawsze obsadzona była różami, w szczególności w latach 60. i 70. XX w. Dziś ilość tych kwiatów jest tu symboliczna.

## Przebieg
Aleja ta nie jest na całej długości przeznaczona dla ruchu pojazdów samochodowych. Ruch kołowy odbywa się na stumetrowym odcinku przy Placu Centralnym (dojazd do banku Pekao) oraz postój taksówek i od Al. Przyjaźni do ul. I. Mościckiego.
Większy odcinek pomiędzy osiedlami Centrum B i Centrum C jest deptakiem. Także odcinek od ul. I. Mościckiego do ul. Bulwarowej (pomiędzy os. Krakowiaków a os. Sportowym) jest przeznaczony tylko dla pieszych.
Aleja Róż jest jednojezdniową drogą o jednym pasie ruchu w obu kierunkach, na całej długości przebiegająca w linii prostej.

## Historia
W latach 1973–1989 w południowej części alei, pomiędzy osiedlami Centrum B i C, stał pomnik Włodzimierza Lenina, dzieło Mariana Koniecznego.
Na przedłużeniu Alei (w rejonie dzisiejszego Parku Ratuszowego) zamierzano wznieść ratusz miasta Nowej Huty.
Przy Alei, na os. Centrum C 3, od 1956 r. do dziś funkcjonuje „Stylowa” – najstarsza restauracja w Nowej Hucie, początkowo kawiarnia. Naprzeciwko, na os. Centrum B 1, znajdowała restauracja „Arkadia” a obok, os. Centrum B 3, galeria sztuki, gdzie wystawiano obrazy, rzeźby, które można było także zakupić.
Po obu stronach Alei znajduje się ciąg sklepów i punktów usługowych.

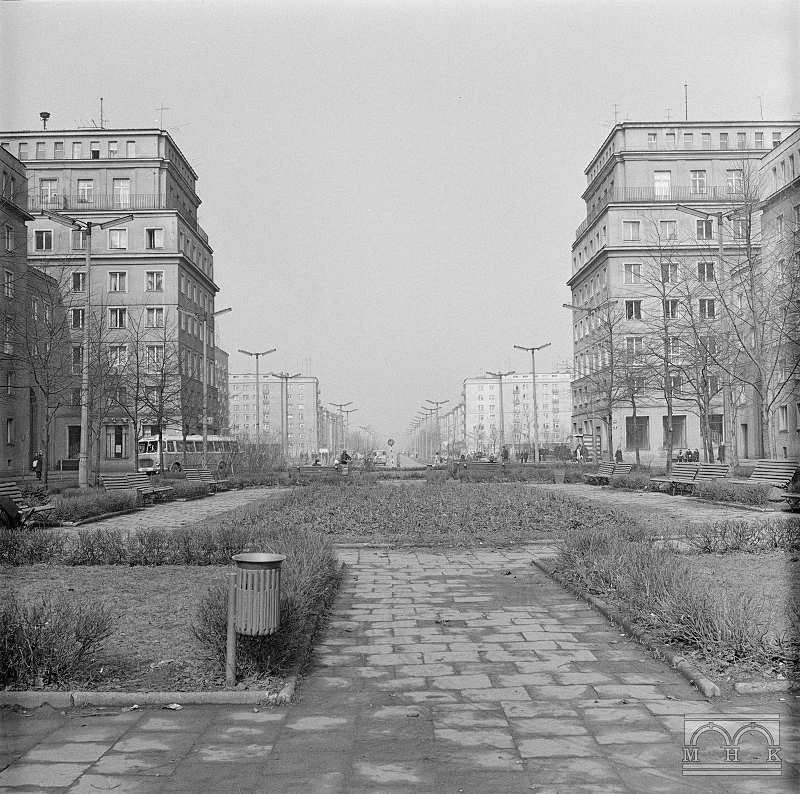
Aleja Róż w roku 1970
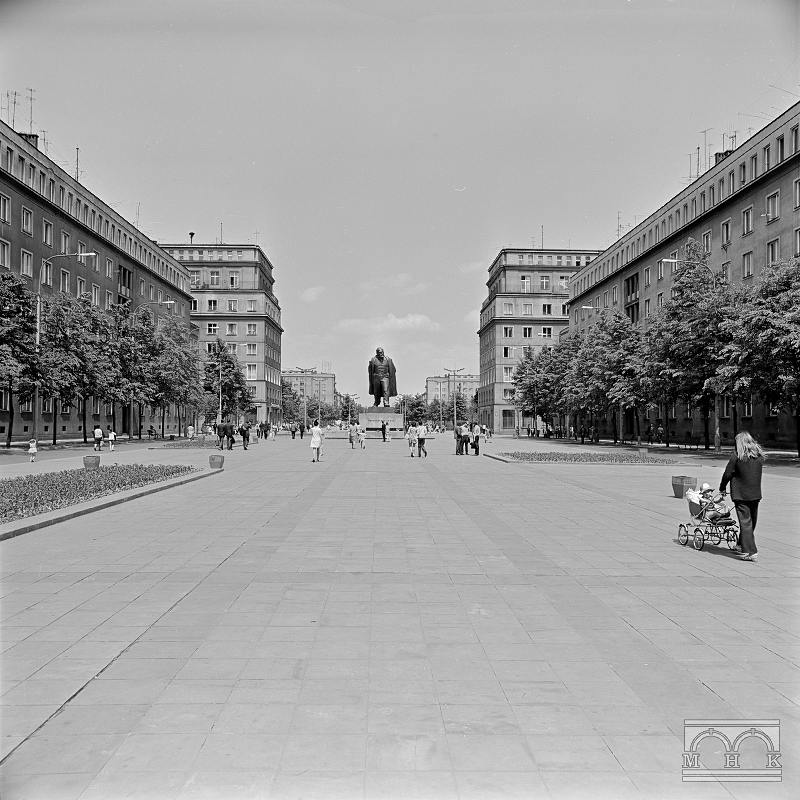
... w 1973
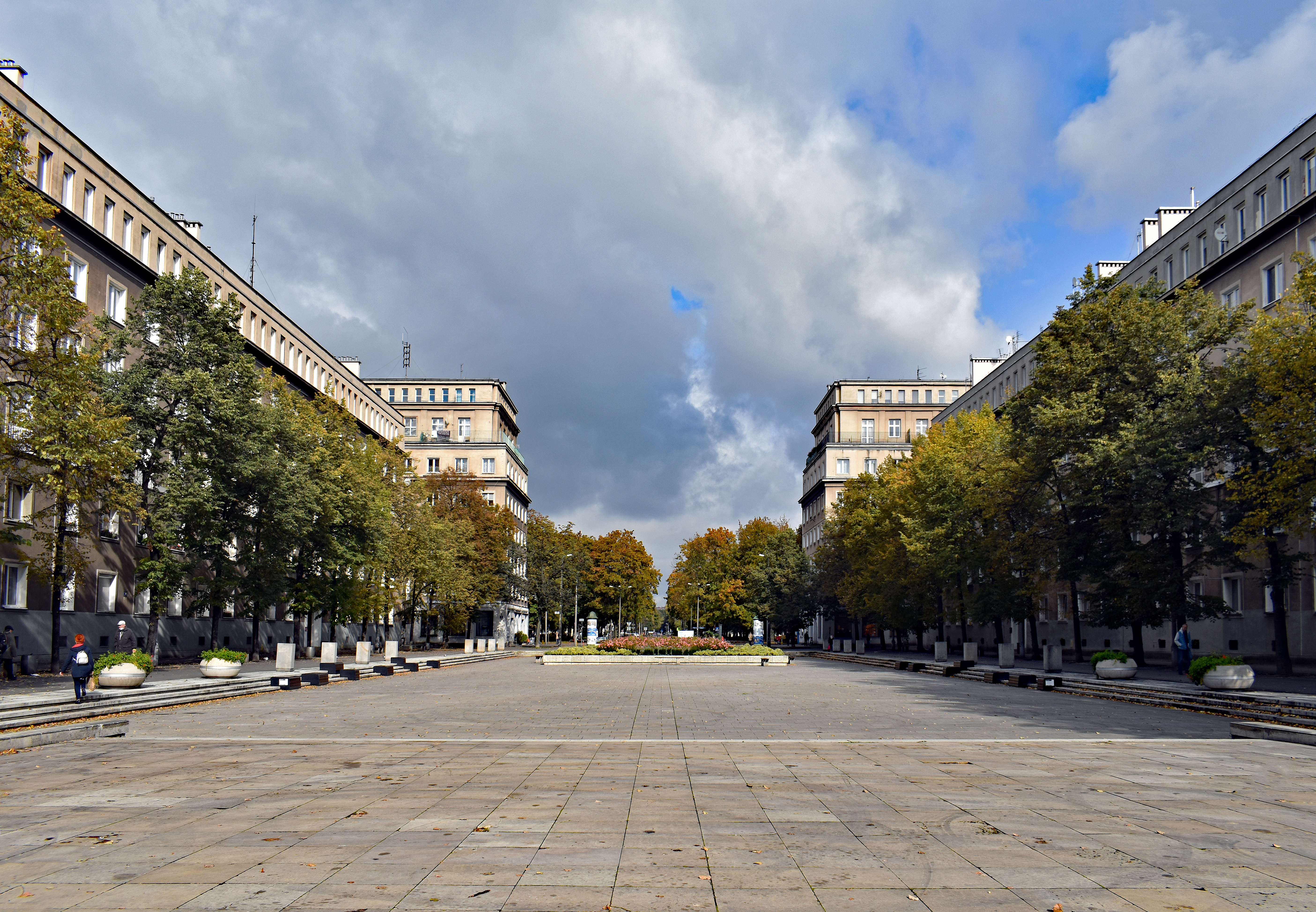
... w 2021
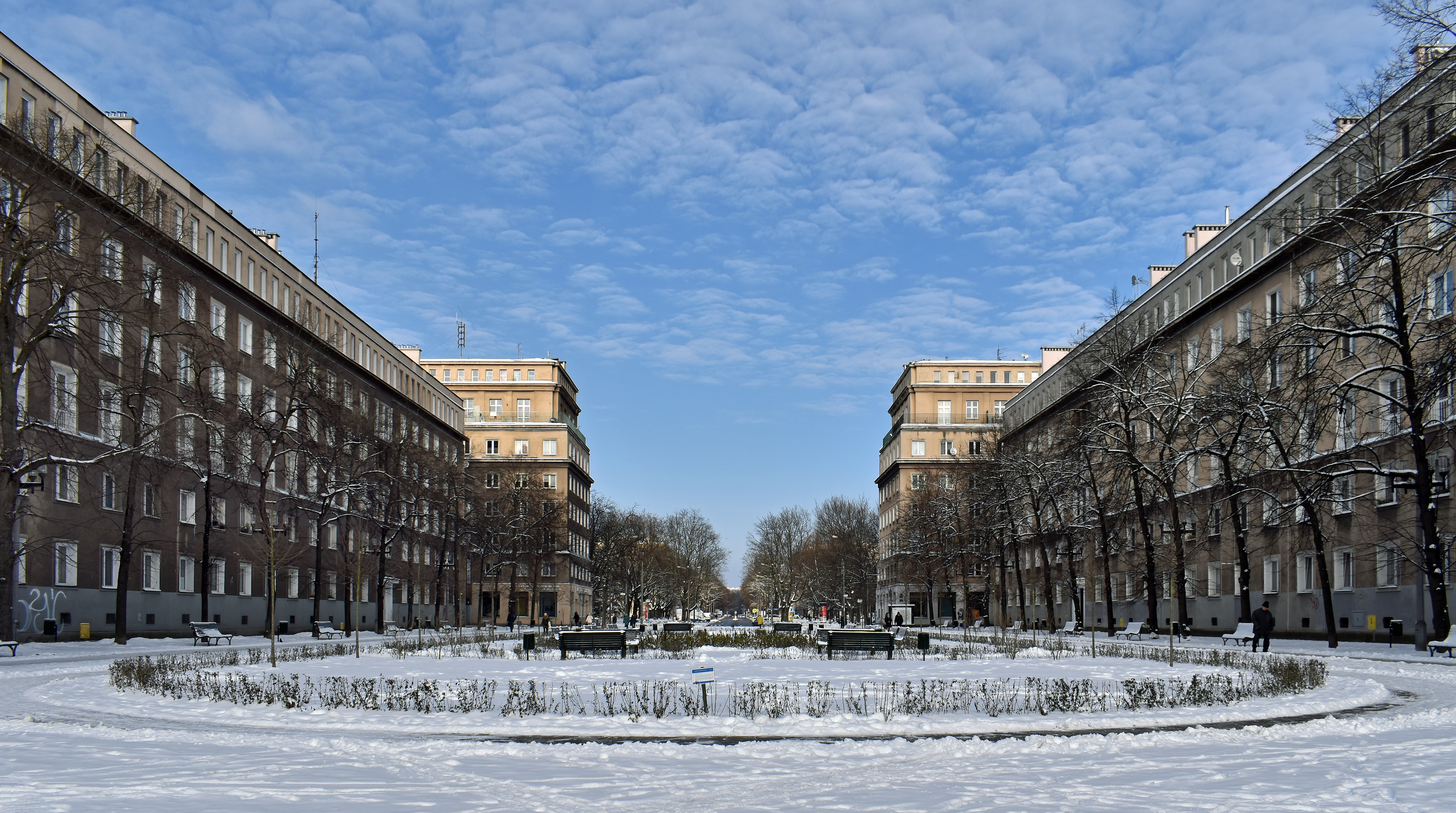
... w 2024 zima
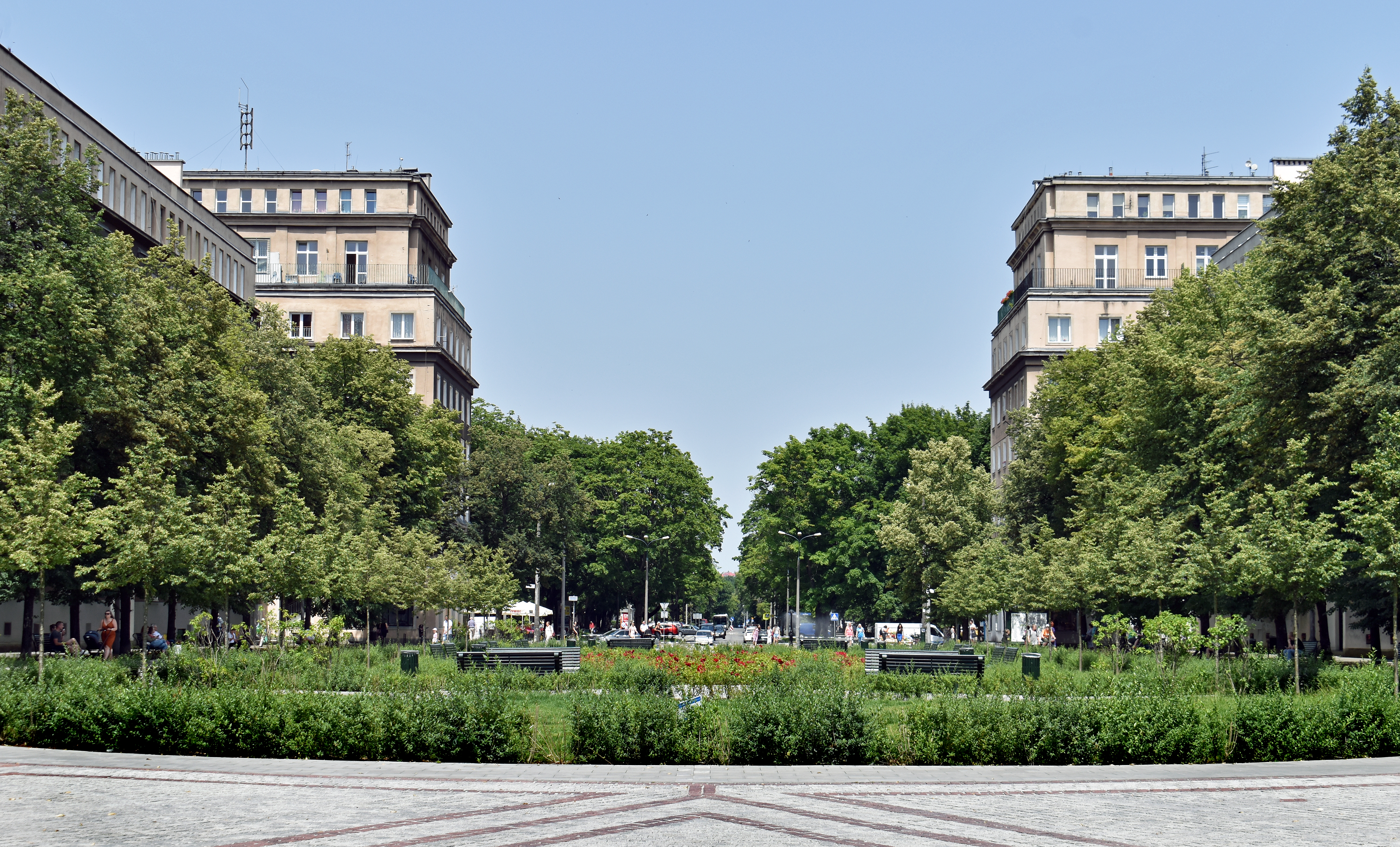
... w 2024 lato

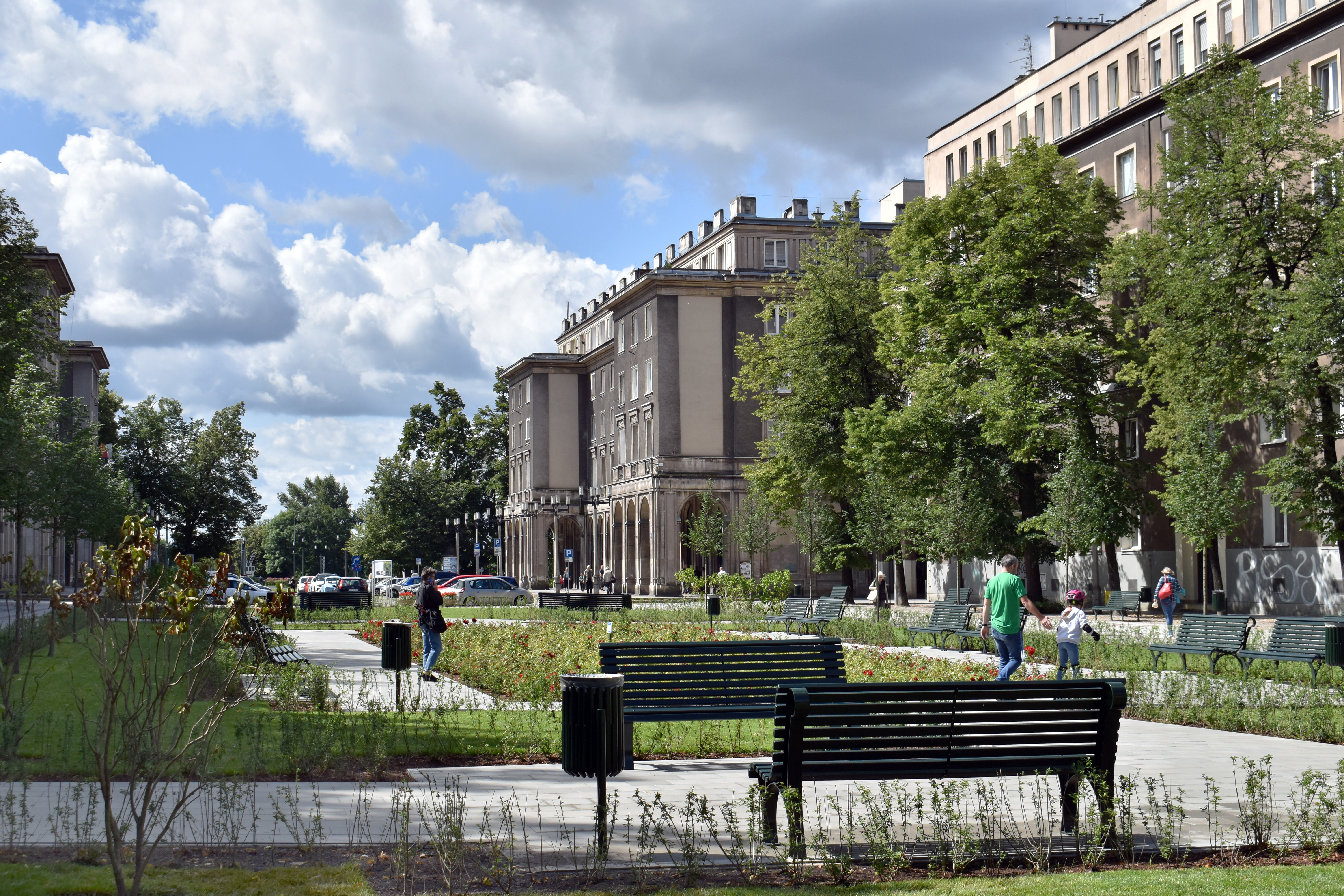
Początkowy fragment alei po przebudowie (rok 2023), po lewej Centrum B, po prawej Centrum C
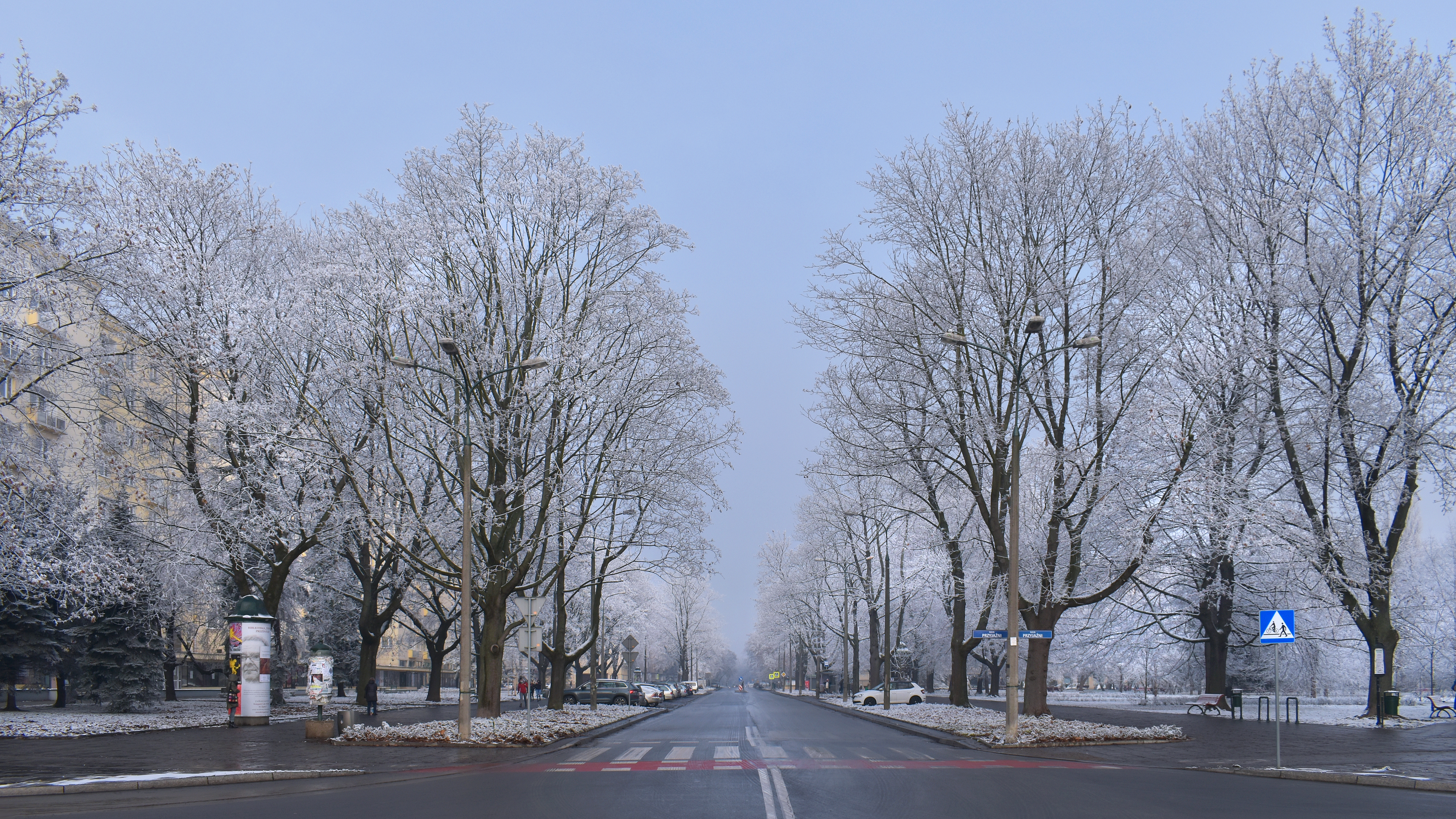
Widok na północ ze skrzyżowania z al. Przyjaźni. Po prawej Park Ratuszowy, po lewej os. Zgody.
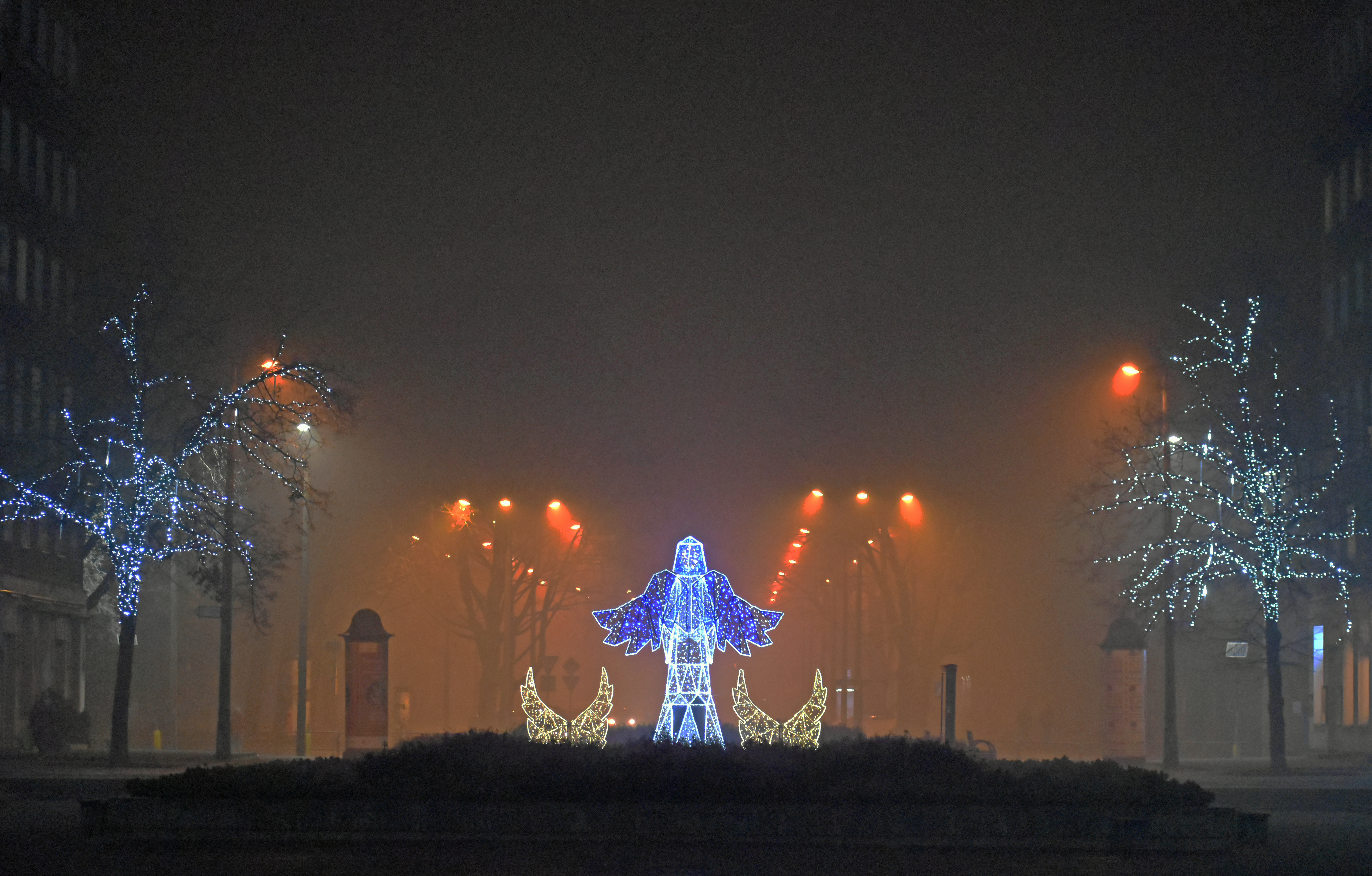
Dekoracja świąteczna, grudzień 2020
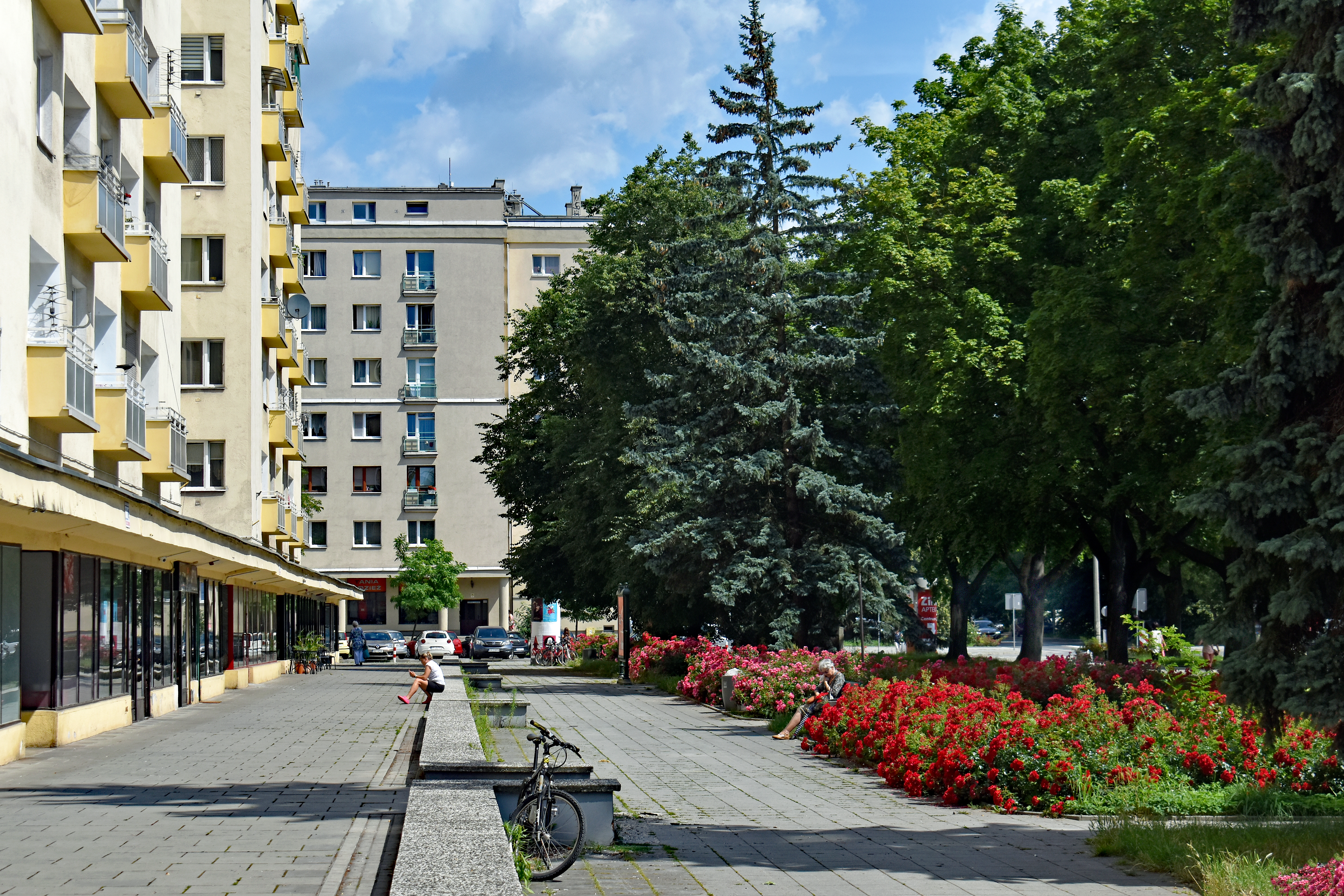
Aleja Róż i róże wzdłuż os. Zgody
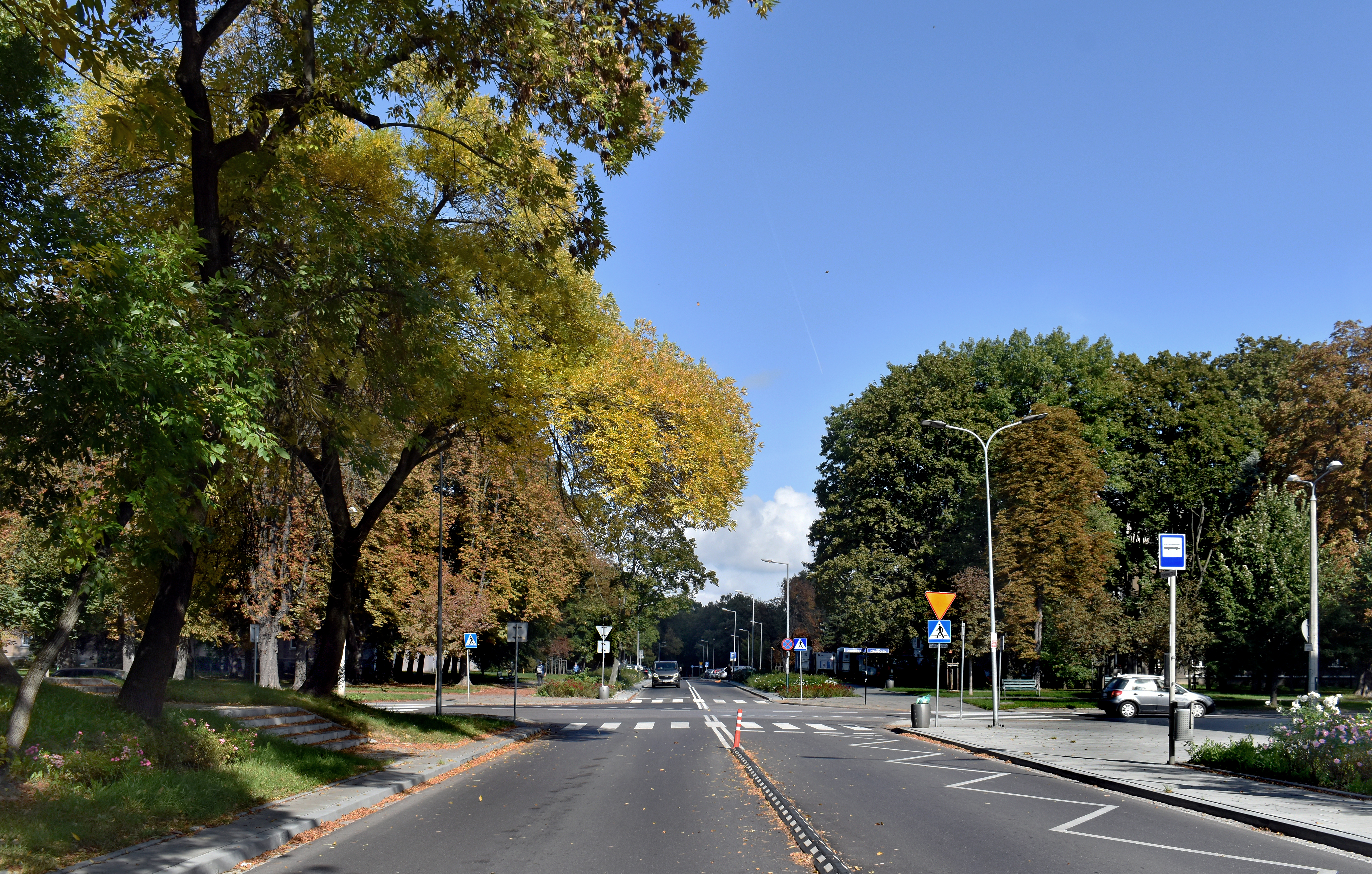
Aleja Róż na północ od ul. Żeromskiego, pomiędzy osiedlami Górali (po lewej) i Zielonym
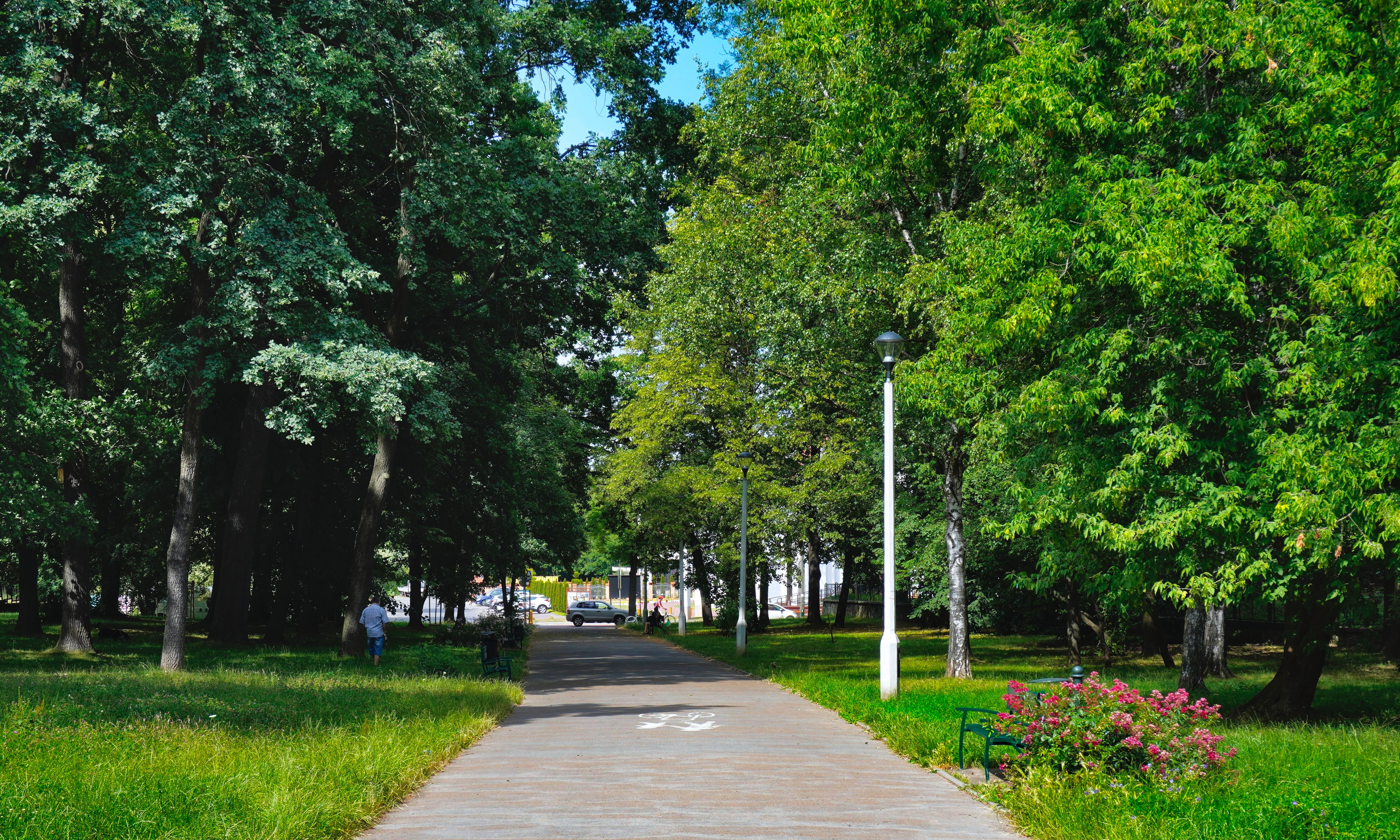
Widok na północ odcinka o wyłączonym ruchu kołowym między osiedlami Krakowiaków (po lewej) i Sportowym (po prawej)